# Kalamalka Lake
Kalamalka Lake är en sjö i Kanada.   Den ligger i provinsen British Columbia, i den södra delen av landet, 3 300 km väster om huvudstaden Ottawa. Kalamalka Lake ligger 395 meter över havet. Arean är 25,2 kvadratkilometer. Den sträcker sig 13,4 kilometer i nord-sydlig riktning, och 8,9 kilometer i öst-västlig riktning.

I omgivningarna runt Kalamalka Lake växer i huvudsak barrskog. Runt Kalamalka Lake är det mycket glesbefolkat, med 2 invånare per kvadratkilometer.  * Wikimedia Commons har media som rör Kalamalka Lake.